# Dante Rivola
Dante Rivola, né le 4 décembre 1926 à Imola (Émilie-Romagne) et mort le 11 février 2000 dans la même ville, est un coureur cycliste italien, professionnel de 1950 à 1956.

## Palmarès
- 1948
  - Coppa Valsenio
  - 2e de la Coppa Ettore Pasini
- 1950
  - Trophée Matteotti
  - Giro del Piave
  - 3e du Grand Prix de Prato
  - 3e de la Coppa Pastificio Barbieri
- 1952
  - Tour du Latium
- 1953
  - 2e du Tour de la province de Reggio de Calabre
  - 3e de la Coppa Sabatini

## Résultats sur les grands tours

### Tour d'Italie
5 participations
- 1950 : abandon
- 1951 : 58e
- 1952 : 53e
- 1953 : 59e
- 1954 : abandon